# 윈스턴 처칠
윈스턴 레너드 스펜서 처칠 경(영어: Winston Leonard Spencer Churchill, 1874년 11월 30일~1965년 1월 24일)은 제2차 세계 대전 도중인 1940년부터 1945년과 그 이후 1951년부터 1955년까지 영국의 총리를 지낸 영국의 정치인, 군인, 작가이다. 처칠은 1900년부터 1964년 사이 62년 동안 하원의원(MP)이었으며 이 동안 총 5개의 선거구를 대표했다. 이념적으로 경제적 자유주의와 제국주의를 고수한 처칠은 정치 경력 대부분을 자신이 1940년부터 1955년까지 이끌었던 보수당 소속으로 지냈으며, 1904년부터 1924년까지는 자유당 소속이었다.
처칠은 영국과 미국의 혼혈인 옥스퍼드셔주에서 부유한 귀족 가문인 스펜서가에서 태어났다. 1895년 영국 육군에 입대하여 영국령 인도, 마흐디 전쟁, 제2차 보어 전쟁 등에서 전투를 치루었으며, 이후 전쟁 특파원으로 명성을 얻고 자신의 작전에 대한 책을 저술했다. 1900년 보수당 소속으로 하원의원으로 선출된 처칠은 1904년 자유당으로 당을 옮겼고, H. H. 애스퀴스의 자유정부에서 상무원 장관과 내무장관을 지내며 교도소 개혁과 노동자 사회 보장을 옹호했다. 제1차 세계 대전 도중 해군성 장관으로 갈리폴리 상륙작전을 감독했지만 매우 크게 실패한 뒤 해임되어 랭커스터 공국상으로 임명되었다. 1915년 11월 처칠은 공국상에서 사임하여 서부 전선에서 6개월 동안 왕립 스코틀랜드 보병 연대에서 대대를 지휘했다. 1917년 데이비드 로이드 조지의 정부에서 내각에 복귀하여 군수장관, 전쟁장관, 항공장관, 식민지 국무장관을 차례로 역임하면서 영국-아일랜드 조약과 중동에서의 외교 정책을 감독했다. 2년 동안 잠시 의회를 떠난 이후 스탠리 볼드윈의 보수정부에서 재무장관을 지냈지만, 1925년 처칠은 파운드제를 금본위제로 되돌려 경제를 침체시켰다.
1930년대 "황야 시기"라고 불렸던 기간 동안 처칠은 정부에서 물러나 나치 독일의 군국주의 위협에 대처하기 위한 재무장을 요구하는 데 앞장섰으며, 제2차 세계 대전이 발발하자 해군성 장관으로 재임명되었다. 1940년 5월 처칠은 네빌 체임벌린의 뒤를 이어 영국의 총리로 임명되었으며, 국민정부를 구성하여 추축국에 대항하는 연합국의 전쟁을 주도하여 최종적으로 1945년 승리를 얻어냈다. 1945년 총선에서 보수당이 패배하며 처칠은 제1야당 대표가 되었다. 처칠은 소비에트 연방과의 냉전이 심화되면서 유럽에서의 공산주의 영향력 확대를 경고하는 "철의 장막"이라는 단어를 사용하며 유럽의 통합을 촉구했다. 처칠은 두 임기 사이에 여러 권의 책을 썼고, 1953년 노벨 문학상을 수상했다. 1950년 총선에서 패배했지만 1951년에 재집권했다. 처칠의 두 번째 임기는 외교, 특히 영국-미국 관계와 인도가 이탈한 대영제국을 유지하는 데 집중했다. 국내적으로 정부의 우선순위는 광범위한 주택 건설 프로그램이었고, 상당한 성공을 거두었다. 건강이 악화되자 처칠은 1955년 총리에서 사임했고, 하원의원직은 1964년까지 유지했다. 1965년 사망하자 국장을 치루었다.
20세기에 가장 중요한 인물 중 한 명인 처칠은 영국과 영미권 지역에서 여전히 인기를 가지고 있으며, 일반적으로 파시즘의 확산에 맞서 자유민주주의를 수호하는 데 필수적인 역할을 한 전시 지도자로 여겨진다. 처칠은 종종 제국주의와 인종에 대한 특정 발언, 지역 폭격과 같은 일부 전시 결정으로 비판을 받았지만, 역사학자들은 그를 역사상 가장 위대한 영국 총리 중 한 명으로 평가한다.

## 생애 초기

### 어린 시절과 학창 시절: 1874~1895년

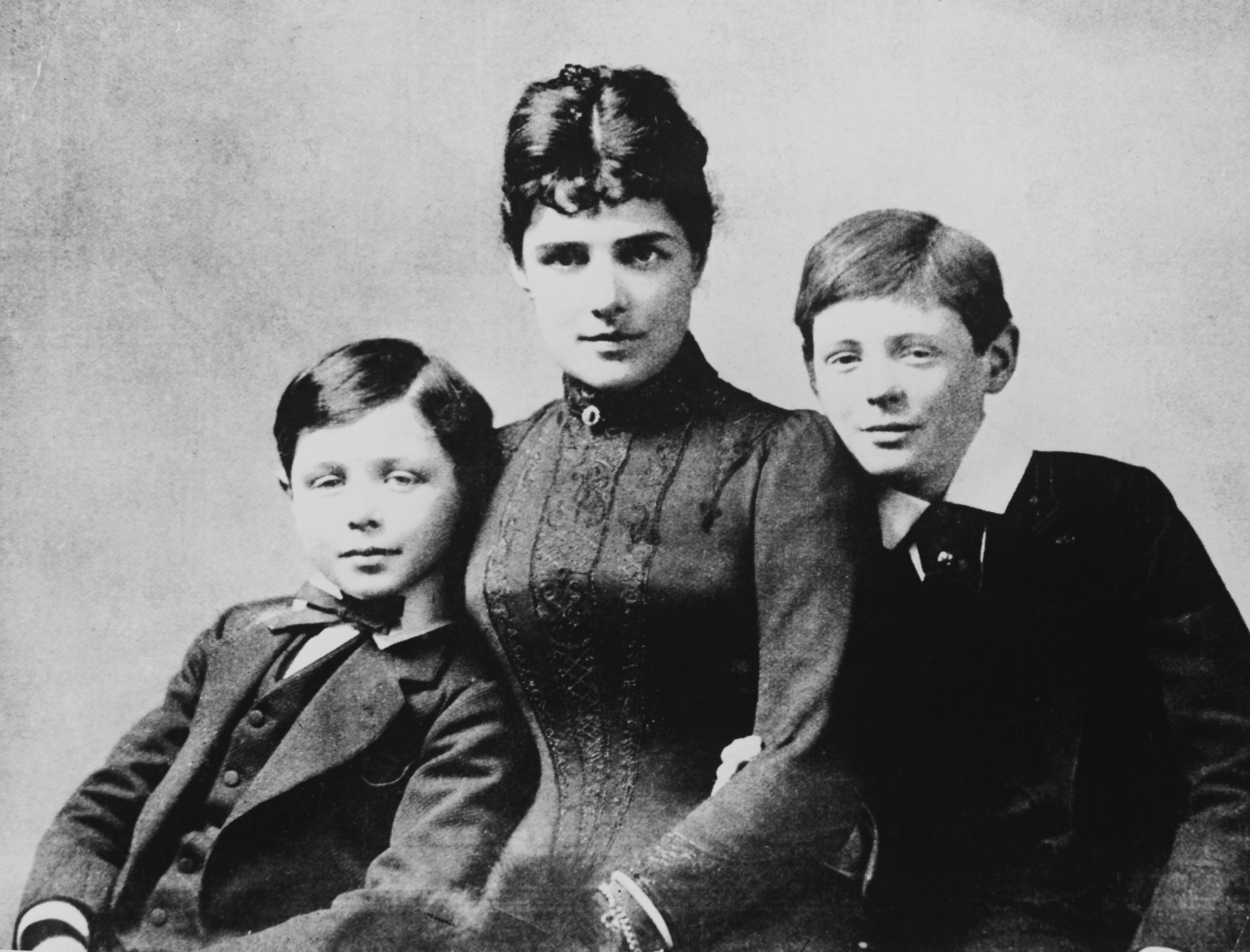
1889년 두 아들 잭(왼쪽), 윈스턴(오른쪽)과 함께 있는 자넷 스펜서 처칠의 모습.

윈스턴 레너드 스펜서 처칠은 1874년 11월 30일, 처칠 가문의 본가인 옥스퍼드셔주 블레넘궁에서 태어났다. 친가는 제1대 말버러 공작 존 처칠의 후손으로 귀족 가문이었으며, 보수당의 대표였던 그의 아버지 랜돌프 처칠 경은 1874년 2월 우드스탁에서 하원의원(MP)으로 선출되었다. 처칠의 어머니는 미국의 사업가 레너드 제롬의 딸인 제니, 레이디 랜돌프 처칠이었다.
1876년, 처칠의 친할아버지인 제7대 말버러 공작 존 스펜서 처칠이 아일랜드 총독으로 임명되었고, 이 때 랜돌프가 그의 개인 비서로 일했으며 가족들은 더블린으로 이주했다. 윈스턴 처칠의 동생 잭은 1880년 이주한 더블린에서 태어났다. 1880년대 대부분 기간 동안 아버지 랜돌프와 어머니 제니는 자녀들에 대해 사실상 소원해졌고, 이로 인해 두 형제는 유모인 엘리자베스 에베레스트의 보살핌을 받았다. 1895년 엘리자베스가 세상을 떠나자, 처칠은 "그녀는 내가 살아온 20년 동안 가장 소중하고 친밀한 친구였다."라고 썼다.
처칠은 7세의 나이에 버크셔주 애스콧의 세인트 조지 기숙학교에 입학했지만, 학업 성적지 좋지 않았고 품행도 좋지 못했다. 1884년 호브에 위치한 스토크 브런즈윅 학교로 전학을 갔고, 이곳에서 학업 성적이 좋아졌다. 1888년 4월, 처칠은 13세의 나이로 해로우 학교의 입학시험을 통과했다. 처칠의 아버지는 그가 군 경력을 준비하기를 원했기 때문에 해로우에서의 마지막 3년은 육군사관학교 생활을 해야 했다. 샌드허스트 왕립 군사대학에 두 번이나 입학을 지원한 끝에 결국 합격할 수 있었고, 1893년 9월 기병의 사관학생으로 입대했다. 그의 아버지 랜돌프는 1895년 1월에 사망했다.

### 쿠바, 인도와 수단: 1895~1899년

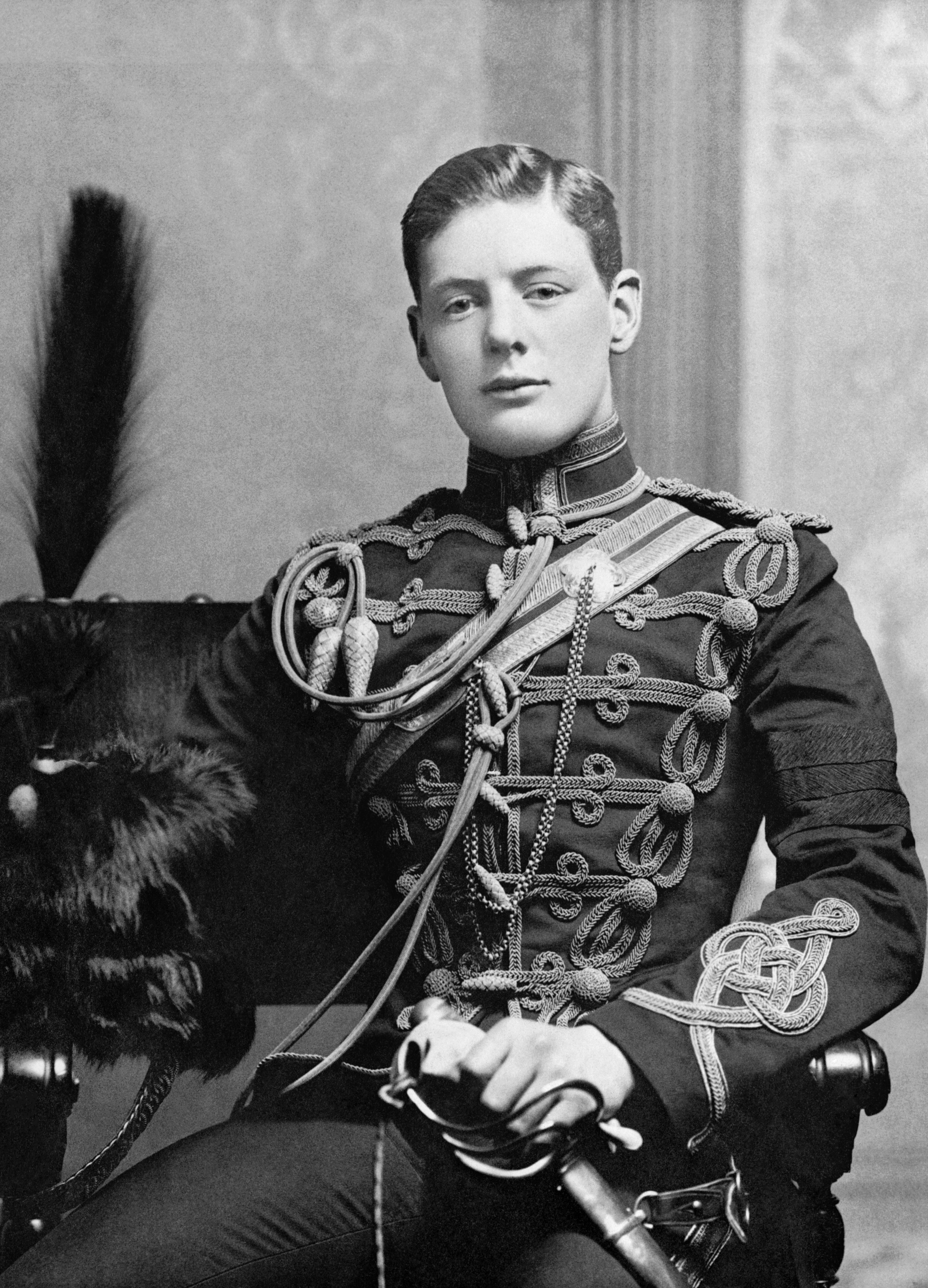
1895년 올더숏에서 제4 여왕 친위 경기병 연대 군복을 입은 처칠의 모습.

1895년 2월, 처칠은 올더숏에 주둔한 영국 육군 제4 여왕 친위 경기병 연대에서 소위로 임관했다. 군사 작전을 직접 보고 싶었던 처칠은 어머니의 도움을 통해 전쟁터로 파견되었다. 그 해 가을 처칠은 친구인 레지날드 반스와 함께 쿠바 독립 전쟁이 벌어지던 쿠바로 향했고, 독립군을 진압하려던 스페인군에 합류하여 소규모 접전에 참여했다. 처칠은 런던의 《데일리 그래픽》에 보고서를 보냈으며, 이후 뉴욕으로 가서 어머니에게 "미국인들은 얼마나 대단한 사람들인가!"라고 편지를 써서 보냈다. 1896년 10월 경기병 연대와 함께 봄베이로 향했다. 방갈로르에 기반을 둔 처칠은 19개월 동안 인도에 머물며 캘커타를 방문하고 하이데라바드와 북서부변경주 탐험에 참여했다.
인도에서 처칠은 독학으로 공부를 시작하여 플라톤, 에드워드 기번, 찰스 다윈과 토머스 배빙턴 매콜리 등의 저서를 폭넓게 읽었다. 이 책들은 그의 어머니가 보내 준 것이었고, 그는 어머니와 자주 편지를 주고 받았다. 처칠은 정치에 대해 배우고 싶어 어머니에게 정치 연감인 《영국 연감》을 보내달라고 부탁했다. 1898년 편지에서 그는 자신의 신념에 대해 "나는 기독교나 다른 어떤 형태의 종교적 신념도 받아들이지 않는다"라고 말했다. 처칠은 잉글랜드 국교회에서 세례를 받았지만, 젊은 시절 기독교에 극심한 반감을 가졌다가 성인이 되어서 불가지론자가 되었다. 처칠이 사촌에게 보낸 또다른 편지에서 그는 개신교가 "이성에 한 걸음 더 가까이" 있다고 느꼈기 때문에 가톨릭교보다 개신교를 선호한다고 말했다.
의회 문제에 관심이 많았던 처칠은 자신을 "명목상 자유주의자"라고 말하며 아일랜드 자치를 주장하는 자유당의 의견에 결코 동의할 수 없다고 덧붙였다. 대신 처칠은 보수당 내 토리 민주주의 세력과 우호적으로 지내고 고향을 방문하여 클래버턴 다운에서 프림로즈 리그를 위한 첫 연설을 했다. 개혁주의와 보수주의적 관점을 혼합하여 처칠은 세속적이고 종교에 상관 없는 공교육의 증진을 지지하는 동시에 여성의 참정권에는 반대했다.
처칠은 인도 스와트 계곡에서 모흐만드족을 상대로 한 작전에 투입되는 빈든 블러드의 말라칸드 야전군에 자원입대했다. 블러드는 처칠이 기자로 발탁된다는 조건으로 입대를 수락했고, 이것이 작가로서 처칠의 경력의 시작이었다. 방갈로르로 돌아온 처칠은 첫 번째 책인 《말라칸드 야전군 이야기》를 집필하여 호평을 받았고, 이 시기 그가 쓴 유일한 소설인 루테라니안 로맨스 《사브롤라》를 썼다. 로이 젱킨스가 "온전한 습관"이라고 말했던 것처럼 처칠은 글쓰기를 통해 시간을 보냈고, 주요 직책에서 물러난 이후에는 대부분의 시간을 글쓰기를 하며 보냈다. 또한 처칠은 글쓰기를 통해 자신이 "검은 개"라고 불렀던 재발성 우울증으로부터 자신을 보호할 수 있었다.
런던의 인맥을 활용하여, 처칠은 《모닝 포스트》에서 기자로 활동하는 동안 제21 창기병 연대의 준장으로 허버트 키치너 장군이 이끄는 수단 작전에 참여했다. 1898년 9월 옴두르만 전투에서 영국군의 마지막 기병 돌격 작전이 시행된 직후, 제21 창기병 연대는 철수했다. 그 해 10월 처칠은 영국으로 돌아와 수단 전역에 관한 《강 전쟁》을 집필하기 시작하여 1899년 출판했다. 처칠은 키치너의 행동, 그 중에서도 특히 적군 부상자에 대한 무자비한 처우와 무함마드 아마드의 무덤을 모독한 행위를 비판하며 군을 떠나기로 결심했다.
1898년 12월 2일, 처칠은 군 업무를 정리하고 사직서를 제출하기 위해 인도로 향했다. 이 시기 처칠은 자신이 유일하게 관심을 보였던 구기종목인 폴로를 하며 시간을 보냈다. 경기병 연대를 떠난 후, 1899년 3월 20일 처칠은 봄베이를 떠나며 정계 진출을 결심했다.

### 정계 진출과 남아프리카: 1899~1901년

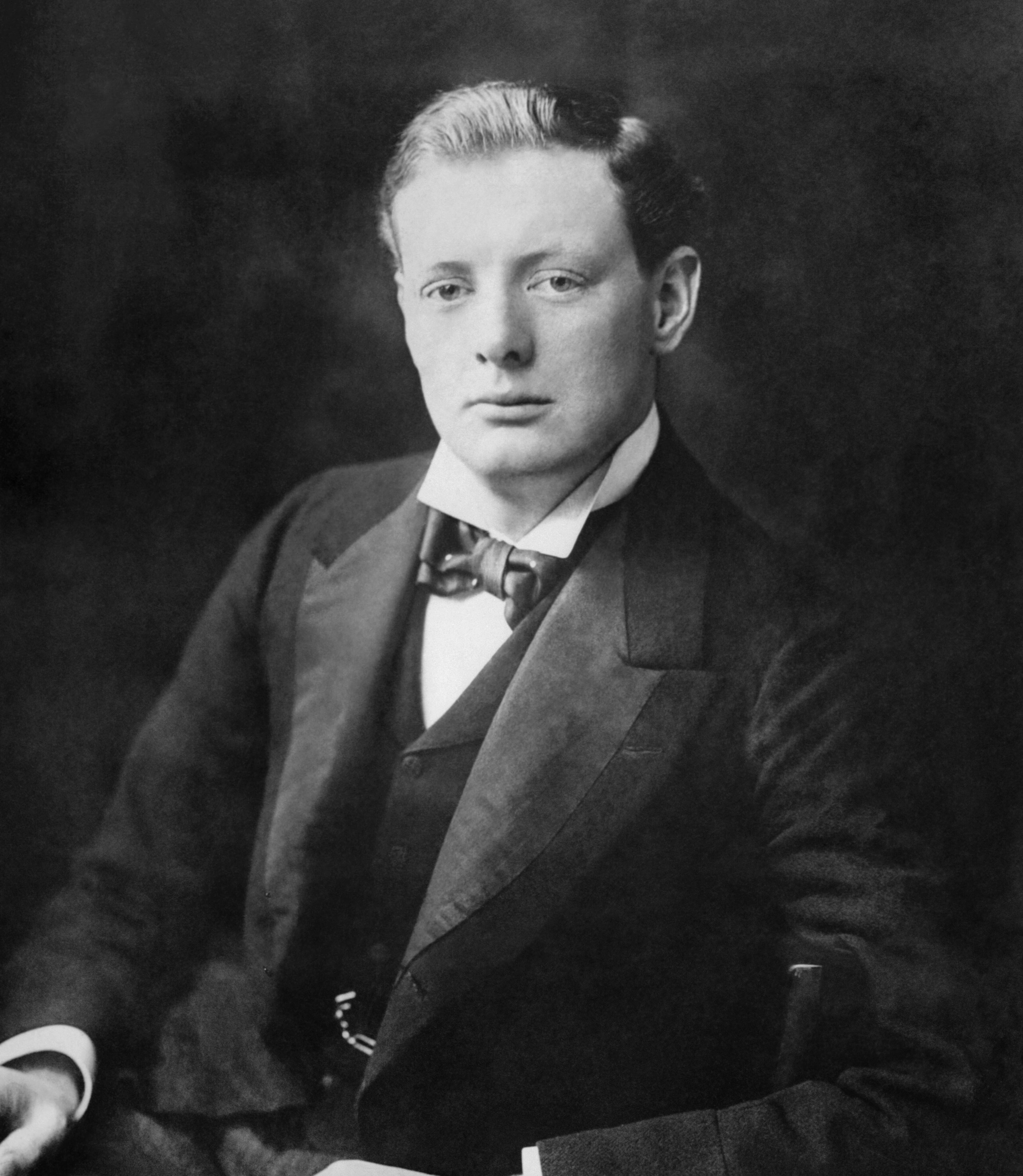
첫 총선을 앞둔 1900년 처칠의 모습.

처칠은 보수당 내 회의에서 연설했고 1899년 6월 올덤 보권선거에 출마할 보수당 후보 두 명 중 한 명이 되었다. 선거 운동 기간 동안 처칠은 스스로를 "보수당원이자 토리 민주주의자"라고 칭했다. 올덤 의석이 이전에 보수당에 의해 확보했었음에도 불구하고, 선거는 자유당의 근소한 승리였다.
《모닝 포스트》에서 기자로 일하던 시기, 처칠은 영국과 보어 공화국 간의 제2차 보어 전쟁의 발발을 예상하고 남아프리카로 향했다. 10월 보어군의 포위 공격을 받고 있던 레이디스미스 인근의 분쟁 지역을 거친 뒤 콜렌소로 향했다. 치블리 전투에서 처칠이 탄 열차는 보어군의 포격으로 탈선했고, 그는 전쟁포로(POW)가 되어 프리토리아의 포로 수용소에 수감되었다. 12월 처칠은 화물 열차에 몰래 탑승하여 지뢰 속에 숨어 탈출했고, 포르투갈령 모잠비크의 안전한 지역으로 이동할 수 있었다. 그의 탈출은 많은 언론의 관심을 끌었다.
1900년 1월, 처칠은 남아프리카 경기병 연대의 중위로 잠시 군에 복귀하여 레드버스 불러의 레이디스미스 포위전 구원 작전에 참여하여 프리토리아를 탈환했다. 그는 두 지역에 진입한 최초의 영국군 두 명 중 한 명이었으며, 자신의 사촌인 찰스 스펜서처칠과 함께 포로수용소의 경비병 52명의 항복을 요구하여 받아냈다. 전쟁 내내 처칠은 반보어 정서를 비판하며 "관대함과 관용"으로 대해야 한다고 촉구했고, 이후 영국이 승리하면 관대한 조치를 해야 한다고 주장했다. 7월 중위를 사임하고 영국으로 돌아왔으며, 처칠의 《모닝 포스트》 속보 기사는 〈프리토리아를 경유하여 런던에서 레이디스미스까지〉라는 제목으로 출판되어 호평을 받았다.
처칠은 런던 메이페어의 아파트를 빌려 6년 동안 그곳에서 살았다. 1900년 영국 총선에서 보수당 후보로 다시 올덤에 출마한 처칠은 근소한 차이로 승리하여 25세의 나이로 하원의원(MP)이 되었다. 같은 달, 처칠은 남아프리카에서의 경험을 담은 책인 《이안 해밀턴의 행진》을 출판했고,  이 책은 11월에 영국, 미국, 캐나다를 순회하는 강연 여행의 중심 주제가 되었다. 당시 하원의원은 무급이었기 때문에, 이러한 강연 여행은 이들에게 재정적으로 필수적인 것이었다. 미국에서 처칠은 마크 트웨인, 윌리엄 매킨리와 시어도어 루스벨트를 만났지만, 그들과 사이가 좋지 않았다. 1901년 봄, 그는 파리, 마드리드, 지브롤터에서 강연 여행을 했다.

### 보수당 의원: 1901~1904년

1904년 "보수당을 떠난" 처칠.

1901년 2월, 처칠은 하원에 의석을 확보했고 그의 첫 연설은 널리 알려졌다. 그는 "휴글리건"이라고 불리던 보수당 그룹과 교류했지만, 여러 문제, 특히 군 예산 증액에 관련해 보수당 정부를 비판했다. 처칠은 추가 군사 지출이 해군에 투자되어야 한다고 생각했다. 이러한 주장은 보수당의 정책에 정면으로 부딪히는 것이었지만, 처칠의 주장은 자유당, 특히 H. H. 애스퀴스와 같은 자유제국주의자들의 지지를 받았다. 처칠은 나중에 이 시기에 대해 자신이 "점점 더 좌파로 기울었다"라고 썼다. 그는 개인적으로 "보수당 내에 민주적 또는 진보적 성향의 계파가 점진적으로, 진화적 과정을 통해 편입되는 것" 또는 보수당과 자유당을 통합하기 위한 "중앙당"을 창설하는 것 등을 고려했다.
1903년, 보수당과 처칠 사이에는 갈등이 있었으며, 주요한 이유는 처칠이 보수당의 보호무역주의 주장에 반대했기 때문이었다. 자유 무역을 주장했던 그는 "자유 식량 연맹"의 설립에 기여했다. 처칠은 당원들의 적대감 때문에 보수당 정부 하에서 내각 직책을 맡는 것이 어려울 것이라고 생각했고, 자유당은 점점 더 많은 지지를 받고 있었기에, 1904년 그가 보수당을 탈당한 것은 그의 야심 때문이었을 가능성이 높다. 그는 점점 더 자유당을 지지했다. 예를 들어 그는 군사 지출 증가를 반대했으며, 노동조합의 합법적 권리를 회복하는 자유당 법안을 지지한 동시에, 수입 관세 도입에도 반대했다. 아서 밸푸어 내각은 1903년 10월 보호무역주의 법안을 발표했다. 발표 두 달 뒤, 처칠의 정부 비판에 분노한 올덤의 보수당 지점은 다음 선거에서 그의 출마를 지지하지 않겠다고 통보했다.
1904년 5월, 처칠은 유대인들의 이민을 억제하기 위한 정부의 외국인 관련 법안에 반대했다. 이 법안이 "외국인에 대한 베타적인 편견, 유대인에 대한 인종적 편견, 그리고 경쟁에 대한 노동계의 편견에 호소할 것"이라고 지적하며, 영국이 오랫동안 지켜 오고 그로부터 큰 이익을 얻어 온 "자유로운 입국과 망명 허용이라는 오래된 관용적이고 관대한 전통"을 지지한다는 입장을 밝혔다. 1904년 5월 31일, 그는 보수당을 지지하지 않고 자유당 소속 의원으로 활동하기 시작했다.

## 자유당 의원: 1904~1908년

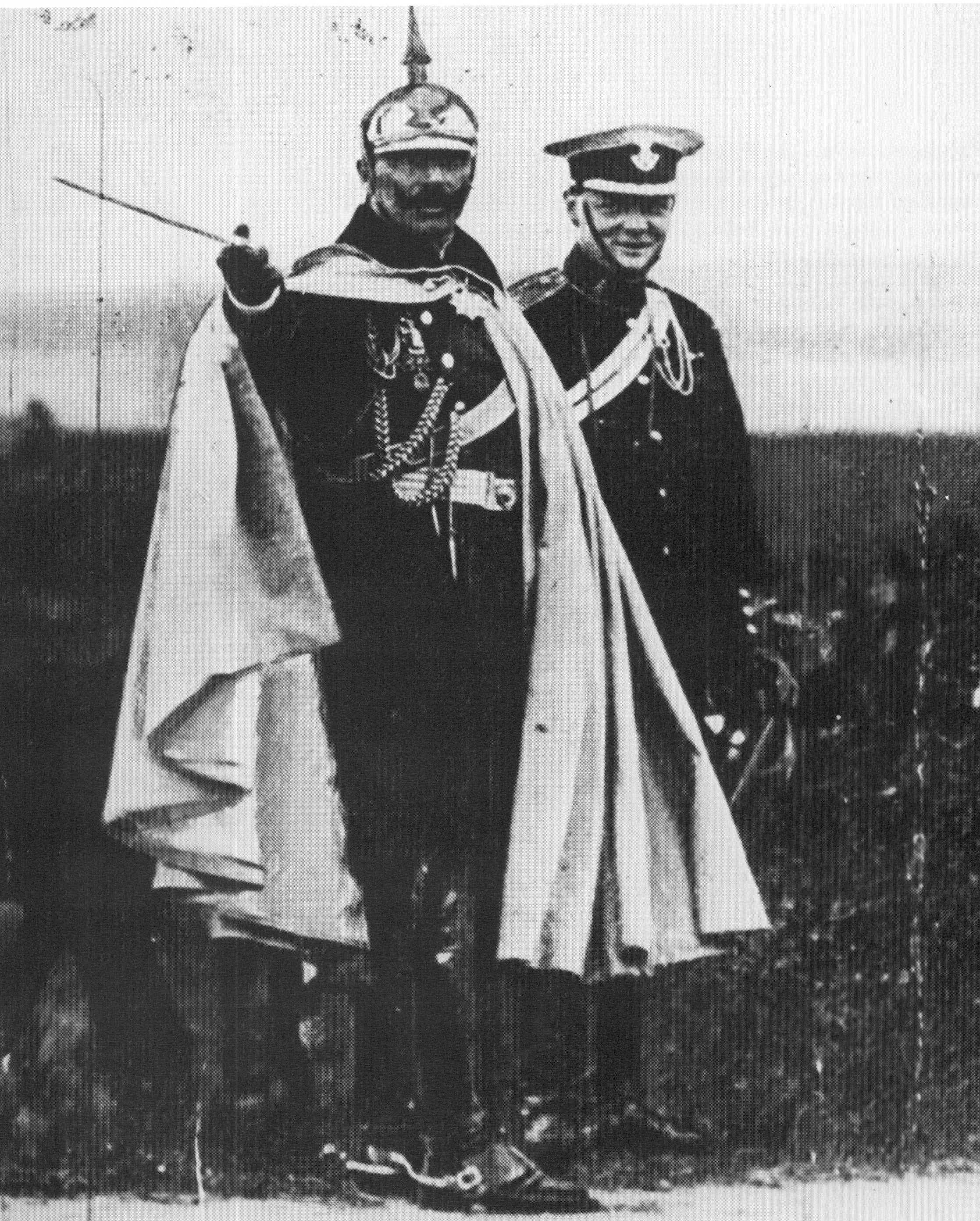
1906년 실레시아 브로츠와프 인근에서 군사 작전을 수행 중인 처칠과 독일 황제 빌헬름 2세의 모습.

자유당원으로서 처칠은 정부 정책을 비판했고, 존 몰리와 데이비드 로이드 조지의 영향으로 급진주의자라는 평판을 얻었다. 1905년 12월, 밸푸어는 총리직을 사임했고, 국왕 에드워드 7세는 자유당 지도자인 헨리 캠벨배너먼을 후임 총리로 임명했다. 캠벨배너먼은 과반 의석 확보를 목표로 1906년 1월 총선을 실시했고, 자유당이 압도적인 승리를 거두었다. 처칠은 멘체스터 북서부 선거구에서 당선되었고, 그의 아버지 랜돌프의 전기가 출판되었으며, 이 전기는 이에 대해 8,000파운드(£)의 선급금을 받았다. 이 전기는 대체로 잘 팔렸고, 자유당 소속 맥캘럼 스콧이 집필한 처칠 본인에 대한 전기도 이 무렵 출판되었다.
새 정부에서 처칠은 자신이 요청했던 장관급 직책인 식민지부 정무차관이 되었다. 처칠은 식민지부 장관인 제9대 엘긴 백작 빅터 브루스 휘하에서 일하면서, 에드워드 마쉬를 자신의 비서로 삼았고, 마쉬는 이후 25년 동안 처칠의 비서로 일했다. 처칠의 첫 업무는 트란스발의 헌법 초안을 작성하는 것을 돕는 것이었고, 이후 오렌지강 식민지 정부 수립을 감독하는 일을 했다. 남아프리카 문제를 다루면서 그는 영국인과 보어인 사이에 평등을 보장하고자 노력했다. 그는 남아프리카에서 중국인 계약 노동자 사용을 단계적으로 폐지하겠다고 발표했고, 이는 처칠과 정부가 갑작스러운 금지 조치는 너무 큰 혼란을 야기하고 식민지 경제에 피해를 줄 수 있다고 판단했기 때문이다. 그는 유럽 정착민과 흑인 아프리카 인구 간의 관계에 대해 우려를 표명했다. 줄루족이 나탈 식민지에서 밤바타 반란을 일으킨 이후, 처칠은 유럽인들이 저지른 "원주민에 대한 역겨운 도살"을 비난했다.

## 애스퀴스 내각: 1904~1924년

### 상무원 의장: 1908~1910년

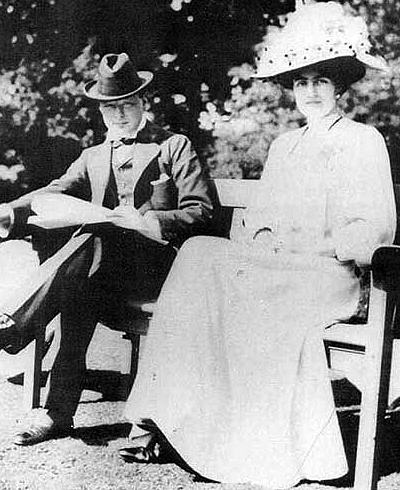
결혼 직전인 1908년 처칠과 약혼녀 클레멘타인 호지에의 모습.

캠벨배너먼이 말기 질환을 겪게 되자, 1908년 4월 H. H. 애스퀴스가 총리로 임명되었고, 그는 처칠을 상무원 장관으로 임명했다. 당시 33세였던 처칠은 1866년 이후 최연소 내각 구성원이었다. 새로 임명된 내각 장관은 법적으로 보궐선거에서 재선에 출마해야 했는데, 4월 24일 처칠은 멘체스터 북서부 선거구 보궐선거에서 429표 차이로 패배했다. 5월 9일, 자유당은 처칠을 안전한 지역인 던디 선거구로 옮겼고, 이곳의 보궐선거에서 쉽게 승리했다.
처칠은 클레멘타인 호지에에게 청혼했다. 두 사람은 1908년 9월 12일 웨스트민스터 세인트 마거릿 교회에서 결혼했고, 베네치아의 바베노와 모라바의 비베르지에서 신혼여행을 했다. 처칠 부부는 런던 에클리스턴 스퀘어 33번지에 살았고, 첫째 딸 다이애나는 1909년 태어났다. 두 사람의 성공적인 결혼 생활은 처칠에게 있어서 매우 중요했는데, 이는 클레멘타인의 변함없는 애정이 처칠에게 안정적이고 행복한 바탕을 제공해주었기 때문이다.
처칠이 장관으로서 처음으로 맡은 임무 중 하나는 타인강의 조선소에서 노동자들과 고용주 간의 노동 분쟁을 해결하는 것이었다. 이후 처칠은 산업 분쟁을 처리하기 위해 "상설중재재판소"(Standing Court of Arbitration)를 설치하여 중재자로서의 평판을 얻었다. 또한 처칠은 로이드 조지와 함께 사회 개혁을 옹호했고, 독일에서의 사례와 유사한, 그가 "국가 개입과 규제의 네트워크"라고 부른 것을 장려했다.
로이드 조지의 업무를 이어받아, 처칠은 광부들의 하루 8시간 초과 근무를 금지하는 〈1908년 석탄 광산 규제법〉을 발의했다. 1909년에는 착취하는 고용주를 기소할 수 있는 무역위원회를 설립하는 〈1909년 무역위원회법〉을 발의했으며, 압도적인 찬성으로 통과된 이 법안은 최저임금 제도와 식사 휴식 권리를 확립했다. 1909년 5월, 처칠은 실업자들의 구직 활동을 지원하기 위해 200개 이상의 노동조합을 설립하는 〈1909년 노동거래법〉을 발의했고, 국가가 일부 자금을 지원하는 실업 보험 제도도 추진했다.
개혁을 위한 자금을 확보하기 위해 로이드 조지와 처칠은 레지널드 매케나의 해군 확장 정책을 비난했고, 독일과의 전쟁이 불가피하다고 생각하지 않았다. 1909년 4월 29일 재무장관으로서 로이드 조지는 "인민 예산"을 발표하며 이를 빈곤 퇴치를 위한 전쟁적 예산이라고 규정했다. 처칠을 가장 가까운 동맹으로 삼은 로이드 조지는 자유당의 복지 프로그램에 자금을 대기 위해 부자들에게 전례 없는 세금을 부과할 것을 제안했다. 이러한 예산안은 상원을 장악한 보수당 상원의원들에 의해 거부되었다. 사회 개혁이 위협받자 처칠은 "예산 연맹"의 의장이 되어 상류층의 방해가 영국 노동계급의 분노를 불러일으켜 계급 전쟁으로 이어질 수 있다고 경고했다. 정부는 1910년 1월 총선을 시행했고, 선거 결과 자유당이 승리했으며 처칠은 던디 선거구에서 자신의 의석을 유지했다. 처칠은 내각 각서에서 상원 폐지를 제안했으며, 대신 보수당에 내재적인 이점이 없는 단원제나 더 작은 양원제로 대체할 것을 주장했다. 4월이 되어 상원이 양보할 때까지 "인민 예산"의 통과는 지연되었다. 처칠은 상원에 관한 주장을 지속했고 상원의 권한을 축소하고 제한하는 〈1911년 의회법〉의 통과를 도왔다.

### 내무장관: 1910~1911년
1910년 2월, 처칠은 내무장관으로 승진하여 경찰과 교도소를 총괄하는 권한을 갖게 되었고, 교도소 개혁 계획을 실행하기 시작했다. 이 조치에는 형사범과 정치범을 구분하고 정치범에 대한 규정을 완화하는 것이 포함되었다. 교도소의 도서관 설립과 같은 교육적 혁신이 이루어졌고, 연 4회 오락 프로그램을 개최해야 하는 의무도 추가되었다. 또한 독방 감금 규정도 완화되었고, 벌금을 내지 않은 사람에 대한 자동 구금 제도를 폐지할 것을 건의했다. 16세에서 21세 사이의 청소년에 대한 구금은 강한 중범죄의 경우를 제외하고는 폐지되었다. 처칠은 내무장관 재임 중 사형 선고 43건 중 21건을 감형했다.
당시 주요 국내 문제는 여성의 참정권이었다. 처칠은 여성에서 투표권을 부여하는 것에 동의하지만, 남성 유권자들의 과반수 지지가 있을 경우에만 법안을 지지할 것이라고 했다. 처칠은 국민투표를 제안했지만, 애스퀴스 총리는 이에 동의하지 않았고, 결국 여성 참정권 문제는 1918년까지 해결되지 않았다. 이로 인해 많은 여성 참정권 운동가들은 처칠이 참정권에 대한 확고한 반대파라고 생각하고 처칠의 연설지를 항의의 대상으로 삼았다. 1910년 11월, 여성 참정권 운동가 휴 프랭클린은 채찍으로 처칠을 공격했고, 이 혐의로 프랭클린은 6주 동안 감옥에 투옥되었다.

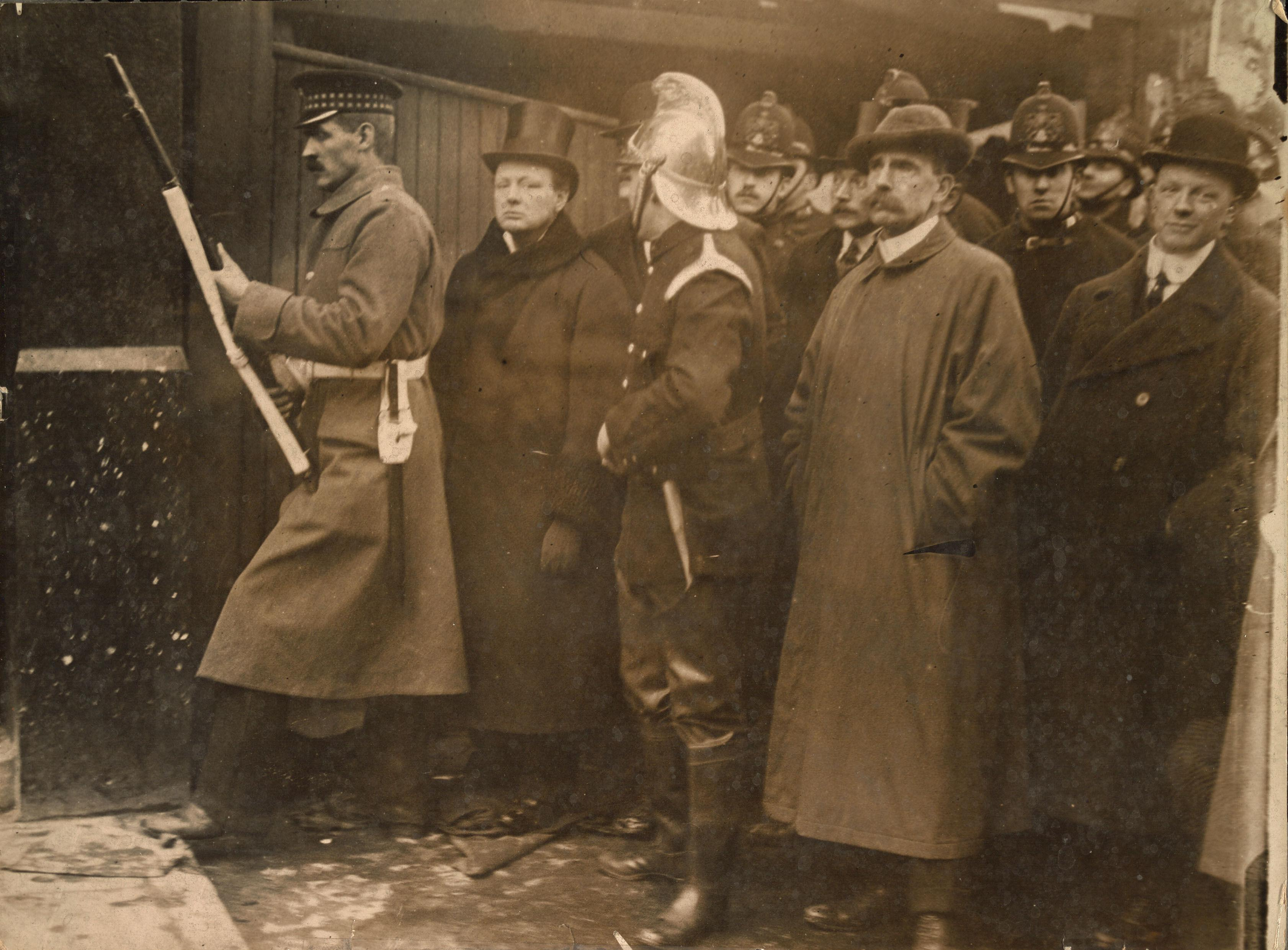
시드니 거리 포위전 당시 왼쪽에서 두 번째에 서 있는 처칠의 모습.

1910년 11월, 처칠은 글러모건주 론다 밸리의 탄광 노동자들이 노동 조건에 항의하며 격렬하게 시위를 벌인 토니팬디 폭동을 진압해야 했다. 글래모건 경찰서장은 폭동 진압을 위해 경찰 병력을 지원해 달라고 요청했고, 처칠은 이미 경찰 병력이 이동하고 있다는 사실을 알고 스윈던에서 카디프까지 이동하는 것은 허락했지만, 더 이상의 직접적인 배치는 막았다. 이는 처칠이 유혈 사태를 우려했기 때문이었으며, 이 대신 총기를 갖추지 않은 런던 경찰 270명을 파견하여 지원했다. 폭동이 계속되자 처칠은 시위대에게 정부의 수석 산업 중재자와의 면담을 제안했고, 시위대는 이를 수락했다. 그러나 개인적으로 처칠은 광산 소유주와 파업 중인 광부들에 대해 "매우 불합리하다"고 생각하고 있었다. 《더 타임즈》를 비롯한 여러 신문은 처칠이 광산의 폭도들에게 관대하다고 비난했으며, 이 동시에 노동조합과 연계된 많은 노동당의 당원들은 처칠이 지나치게 강경하다고 생각했다. 이로 인해 훗날까지 처칠은 노동권의 장기적인 의심을 받게 되었다.
애스퀴스는 1910년 12월 총선을 실시했고, 자유당은 다시 승리했으며 처칠도 던디 선거구에서 의석을 유지했다. 1911년 1월, 처칠은 시드니 거리 포위전에 참여했는데, 이는 세 명의 라트비아인 강도가 경찰관을 살해하고 이스트엔드오브런던의 한 집에 숨어 경찰 병력에 포위되었던 사건이다. 처칠은 경찰의 작전을 지휘하지는 않았지만 경찰관들과 동행했다. 이후 강도가 갇힌 집에서 불이 났고, 처칠은 무장한 강도들의 위협을 우려하고 소방관들에게 집 안으로 진입하지 말라고 지시했다. 그 후 집에서 강도 두 명이 사망한 채로 발견되었다. 처칠의 결정은 비판을 받았지만, 처칠은 "그 흉악한 악당들을 구출하는 데 영국인들의 목숨을 바치기보다는 집을 불태우는 것이 낫다고 생각했다."라고 말했다.
1911년 3월, 처칠은 〈1911년 석탄광산법〉을 제2독회에서 발의했고, 이 법안이 시행되자 더욱 엄격한 안전 기준이 실시되었다. 또한 처칠은 상업 종사 노동자들의 근무 환경을 개선하기 위한 〈1911년 상점법〉을 제정했지만, 상점주들의 강력한 반대에 부딪혀 훨씬 약화된 상태로 통과되었다. 4월, 로이드 조지는 처칠이 초안 작성에 주도적인 역할을 했던 〈1911년 국민보험법〉을 발의했다. 5월, 처칠의 부인 클레멘타인은 둘째 랜돌프을 낳았고, 이름은 처칠의 아버지의 이름을 따서 지어졌다. 1911년 격화되는 민간 소요 사태에 대응하여, 처칠은 리버풀에 병력을 파견해 항의 중인 부두 노동자들을 진압했고, 전국 철도 파업에도 맞섰다.
1911년 4월 아가디르 위기 당시 프랑스와 독일 사이에 전쟁 위협이 있었을 때, 처칠은 독일의 팽창에 대한 가능성에 대응하고 벨기에, 덴마크, 네덜란드의 독립을 지키기 위해 프랑스와 러시아와의 동맹을 제안했다. 이 위기는 처칠에게 많은 영향을 미쳤고, 해군 확장의 필요성에 대해 반대하던 자신의 견해를 바꾸었다.

### 해군성 장관: 1911~1915년

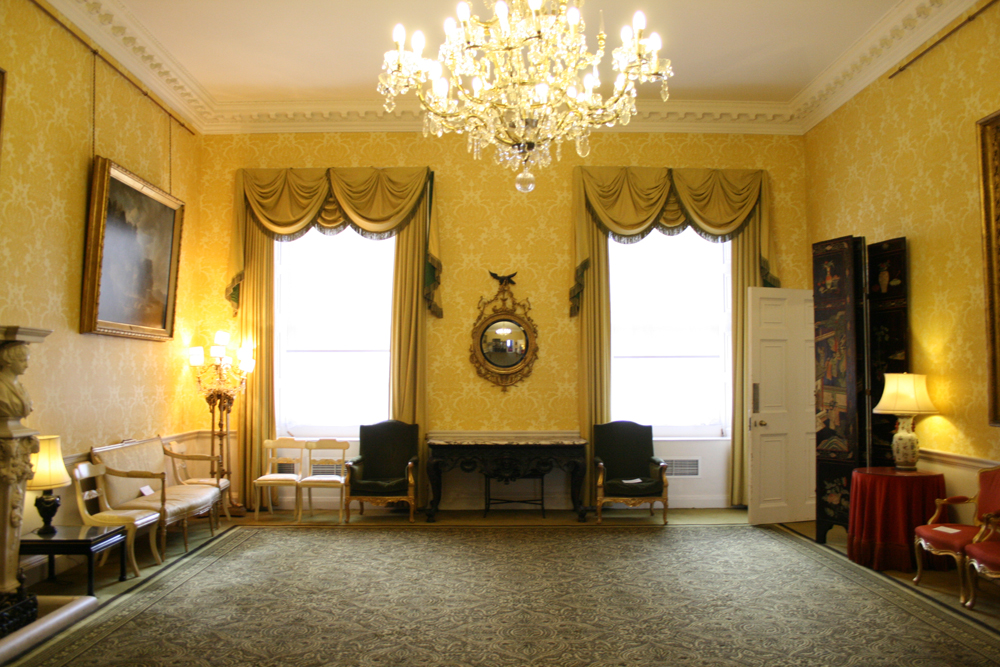
해군성 장관으로서, 처칠이 머물던 런던 관저 애드미럴티 하우스의 모습.

1911년 10월, 애스퀴스는 처칠을 해군성 장관으로 임명했고, 처칠은 애드미럴티 하우스에 공식적으로 관저를 마련했다. 처칠은 해군 참모부를 창설하고 이후 2년 반 동안 해군 준비에 집중하며 해군 기지와 조선소를 방문하고, 사기를 북돋우고, 독일 해군의 발전을 면밀히 주시했다. 독일이 군함 건조를 늘리기 위해 〈1912년 해군법〉을 통과시킨 후, 처칠은 독일이 새로운 전함을 한 척씩 건조할 때마다 영국은 두 척씩 건조하겠다고 공언했다. 그는 독일에 상호 긴장 완화를 제안했지만, 독일은 거절했다.
처칠은 해군 참모진의 급여 인상과 더 넓은 레크리에이션 시설 확보, 더 많은 잠수함 건조, 왕립 해군 항공대에 대한 재집중을 추진하며 항공기를 군사적 목적으로 활용할 수 있는 방법을 실험하도록 장려했다. 처칠은 "수상기"라는 표현을 사용하고 100대의 제작을 명령했다. 일부 자유당원들은 그의 해군 지출 증가에 반대했다. 그럼에도 불구하고 처칠은 1913년 2월, 1914년에 1년에 걸쳐 4척의 신형 전함을 건조하는 제안을 거부할 경우 사임하겠다고 위협했다. 1914년 6월, 그는 하원을 설득하여 해군의 석유 접근성을 확보하기 위해 영국-페르시아 석유 회사의 수익의 51%를 정부가 매입하도록 만들었다.
당시 영국의 핵심 논쟁은 아일랜드의 자치에 관한 것이었고, 1912년 애스퀴스 내각은 〈1914년 아일랜드 자치법〉을 발의했다. 처칠은 이러한 법안을 지지했고 아일랜드의 분할에 반대했기 때문에 얼스터 연합주의자들에게 이를 수용할 것을 촉구했다. 분할 가능성에 관해 처칠은 "얼스터가 어떤 권리를 가지고 있든 간에, 이들은 아일랜드 나머지 전체의 길을 막을 수 없다. 한 지방의 절반이 국가 전체에 영구적인 거부권을 행사할 수는 없다. 한 지방의 절반이 영국과 아일랜드 양국 민주주의 사이의 화해를 영원히 가로막을 수는 없다."라고 말했으며, 1922년 2월 16일 하원에서는 "전 세계 아일랜드인들이 가장 바라는 것은 이 나라에 대한 적대감이 아니라 그들 자신의 통합이다."라고 연설했다. 내각의 결정에 따라, 그는 연합주의자들의 반란에 대응하기 위해 아일랜드 해군을 증강했다. 처칠은 타협안을 모색하며 아일랜드가 연합 왕국의 일부로 남아야 한다고 제안했지만, 이러한 제안은 자유당 내부와 아일랜드 민족주의자들의 분노를 샀다.
1914년 8월 제1차 세계 대전이 발발했을 때, 처칠은 영국 해군을 총괄하는 임무를 맡았다. 해군은 12만 명의 병력을 프랑스로 수송하고 북해에 접해 있는 독일의 항구들을 봉쇄하기 시작했다. 처칠은 러시아 해군을 지원하기 위해 발트해에 잠수함을 파견하고, 해병 여단을 오스텐더에 파견하여 독일군의 재배치를 이끌어냈다. 9월, 처칠은 영국의 공중 방어도 전담했다. 10월 7일, 클레멘타인은 셋째 아이 세라를 출산했다. 10월, 처칠은 독일군 포위 공격에 맞서 벨기에의 방어선을 시찰하기 위해 안트베르펜을 방문하고 증원군을 약속했다. 그러나 얼마 지나지 않아 안트베르펜은 독일군에 함락당했고, 처칠은 언론의 비난을 받았다. 처칠은 자신의 행동이 장기적인 저항을 불러왔고 연합군이 칼레와 됭케르크를 확보하는 데 도움이 되었다고 주장했다. 11월이 되어 애스퀴스는 처칠을 포함해서 전쟁위원회를 소집했다. 이후 처칠은 전차 개발을 올바른 방향으로 이끌고 해군성 자금으로 제작 비용을 지원했다.
처칠은 중동 전선에 관심이 있었고, 다르다넬스 해협에서 튀르키예를 공격하여 캅카스 전역에서의 러시아에 대한 압박을 줄이기를 원했다. 그는 영국이 콘스탄티노폴리스를 점령할 수 있기를 바랐다. 처칠의 계획에 대한 승인이 이루어지고, 1915년 3월 영국-프랑스 합동 기동부대가 튀르키예 방어선에 대한 해상 포격을 시도했고, 4월부터는 오스트레일리아 뉴질랜드 군단을 포함한 지중해 원정군이 갈리폴리에 대한 공격을 시작했다. 포격과 전투 모두 실패했고 많은 의원들, 특히 보수당 의원들은 처칠에게 책임을 돌리려고 했다. 5월, 애스퀴스는 의회의 압력에 따라 모든 정당이 참여하는 연립내각을 구성하는 데 동의했지만, 보수당은 가입 조건으로 처칠의 해군성 장관 해임을 걸었다. 처칠은 애스퀴스와 보너 로에게 자신의 입장을 호소했지만, 최종적으로 해임을 받아들여야만 했다.

## 제2차 세계대전

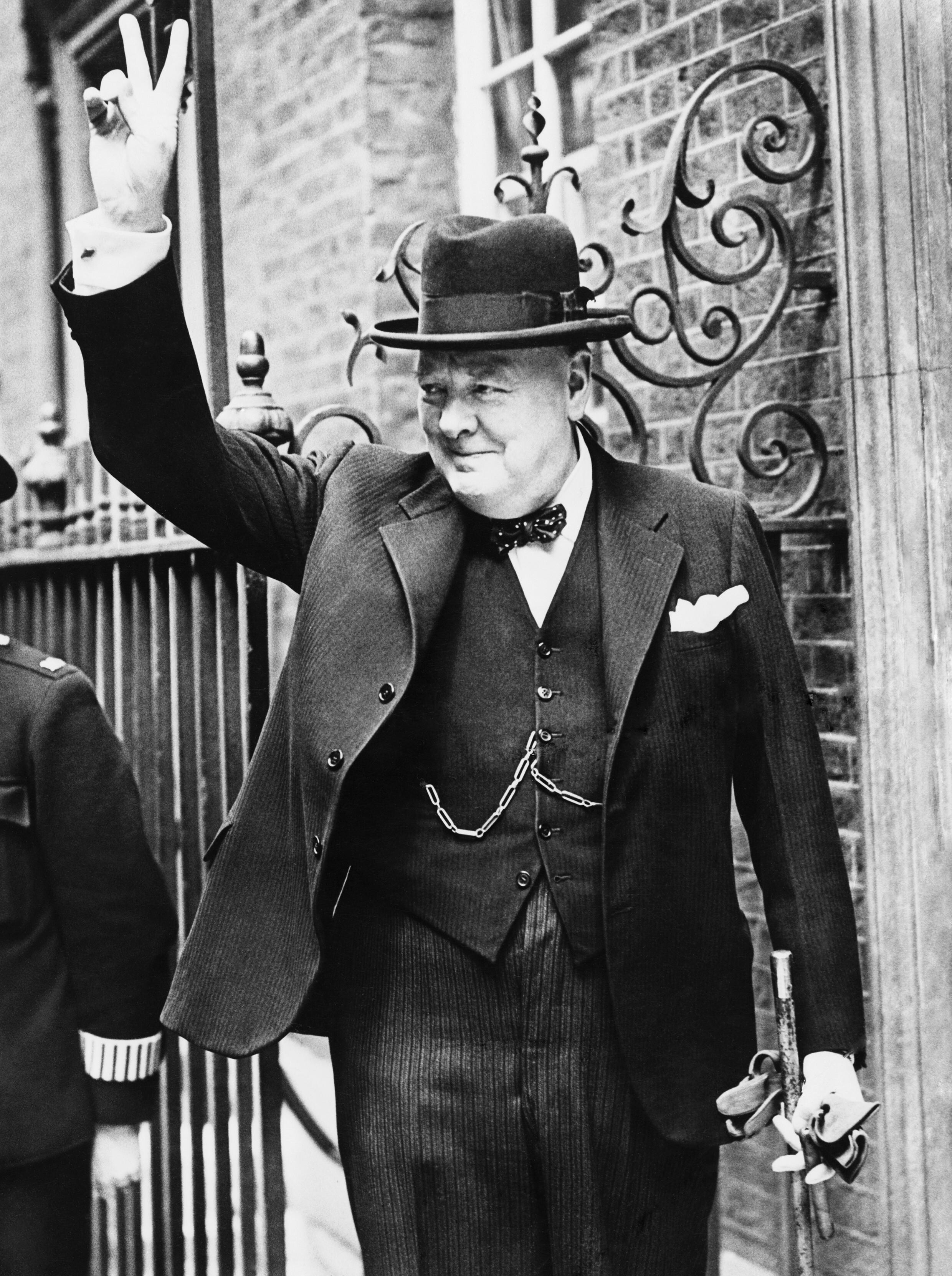
총리에 임명된 후 "V" 사인을 보이는 처칠

보수당 의원으로 활동하다가 보수당이 자신과 맞지 않는다는 이유로 자유당으로 당적을 바꿨다가, 다시 보수당에 입당하였다. 때문에 당시 보수당계 정치인들에게 처칠은 배신자로 낙인찍혔다. 이후 정계에서 퇴출되었지만 다시 정치에 복귀하였다.
처칠은 한때 나치 독일이 영국을 공습할 것을 염려해 과거 공군을 강화해야 한다는 의견을 냈던 일이 있었는데 당시 정계에서 무시되었다. 하지만 나치 독일의 공군비행사의 실수로 떨어뜨린 폭탄이 진짜 영국을 공격한 것처럼 되었지만, 사람들은 처칠의 견해가 맞다는 것이 입증이 되었다고 판단하였고 그 결과영국 정부는 처칠을 다시 해군장관에 임명하였다. 이후 네빌 체임벌린이 외교문제에 책임을 지고 사임하고, 1940년 5월 조지 6세의 승인으로 처칠이 총리에 임명됐다. 이 후 처칠은 영국 본토 항공전을 막아내고 연합국의 승리를 가져왔다. 제2차 세계 대전 중 처칠 시대에 지은 벙커는 현재도 영국 지하에 있다.

## 종전 과정

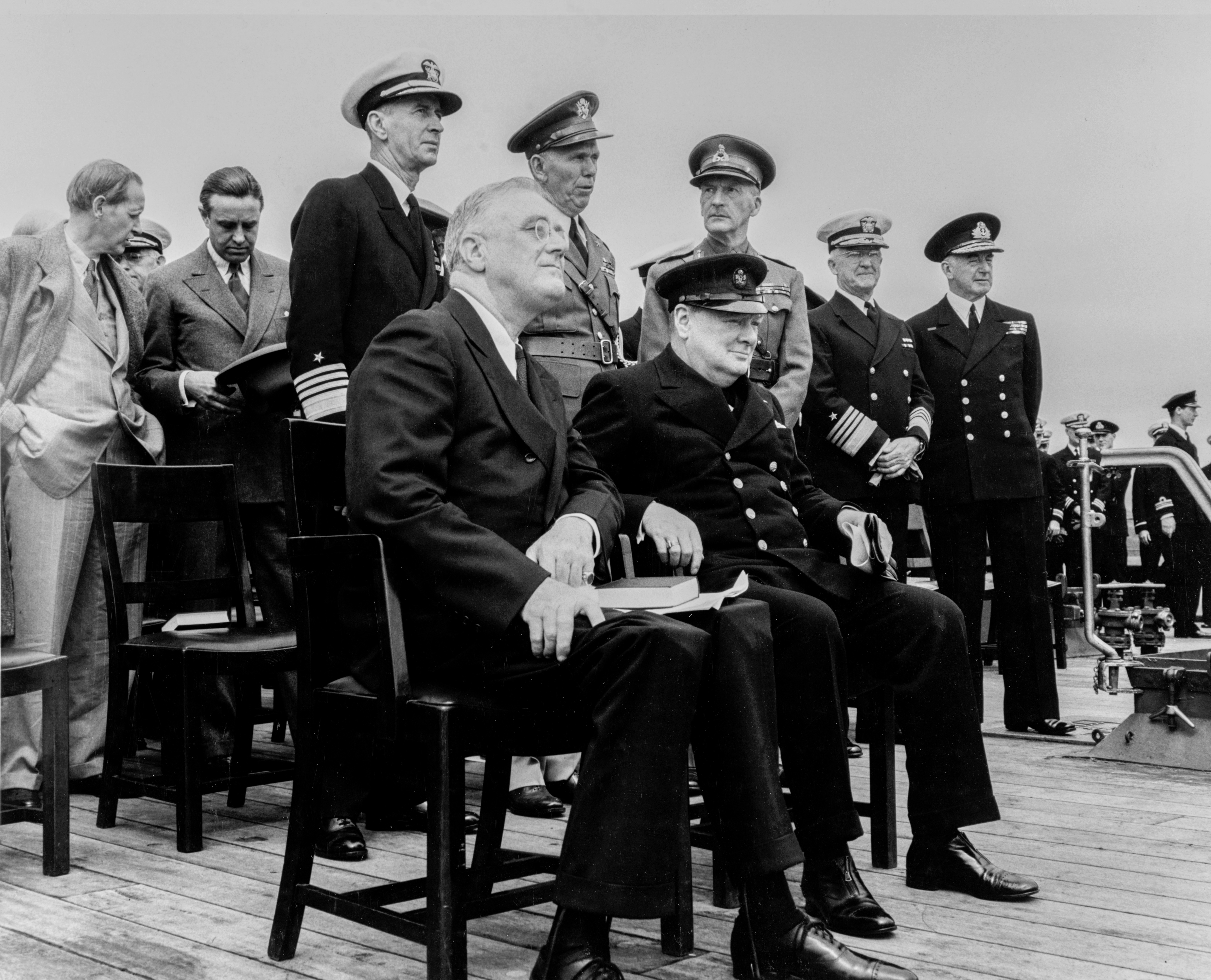
루스벨트와 함께 대서양 헌장에서

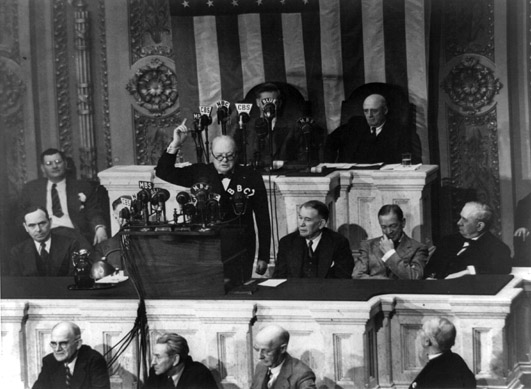
미국 의회에서 연설하는 처칠

1945년 1월 1일에서 1945년 7월 26일까지 강인한 리더십으로 6개월 동안 영국 군주 조지 6세의 대리청정을 전담 수행하기도 하여 제2차 세계대전을 승리로 이끄는 데 견인차 역할을 했던 처칠 총리는 1943년 11월부터 1945년 7월까지 카이로 선언, 테헤란 회담, 얄타 회담, 포츠담 선언 등, 전후 유럽 문제를 놓고 연합국이 몇 차례 회담을 열었는데, 이것은 2차 대전을 일으켰던 나치스의 장본인 아돌프 히틀러의 코를 납작하게 만들어 버리기 위한 그의 전략이었다. 여기서 부분적으로 소련이 동유럽 국가를 병합하여 지배할 수 있다는 이야기가 나왔다. 처칠은 소련 지도자 스탈린이 혐오스러운 체제를 이끄는 "악마"같은 폭군이라고 보았다. 1943년 11월 22일 카이로에서 미국의 프랭클린 루스벨트, 중국의 장제스와 함께 3국 수뇌 회담을 가졌다. 카이로 회담이 끝나자마자 루스벨트와 처칠은 테헤란으로 장소를 옮겨 소련의 스탈린을 만났다. 테헤란 회담에서 처칠은 영국은 폴란드가 독립 국가로서 복원되는데 지대한 관심이 있다고 말하였다. 영국은 이 문제가 연합국간에 마찰의 소지가 될 것을 우려하여 폴란드 문제를 꺼내길 우려하였다.

## 은퇴 후

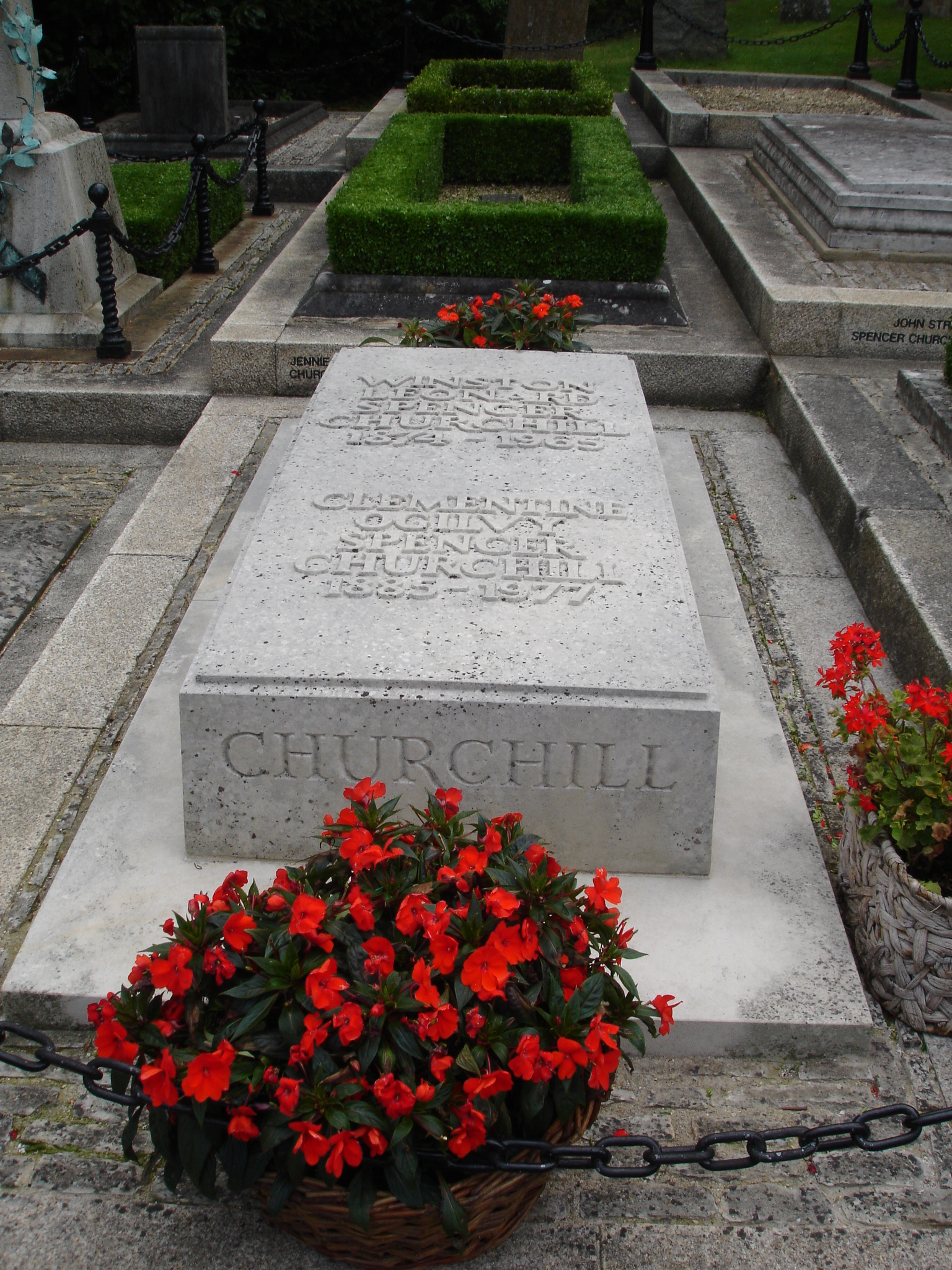
처칠의 무덤

1945년 7월에 실시한 총선에서 보수당이 패배하며 총리에서 물러났다. 노동당이 393개의 의석과 총유효투표의 48%를 획득하며 승리하였고 처칠이 이끈 보수당은 213석으로 줄어들었다. 이는 2차대전을 승리로 이끌었음에도 불구하고 매우 크게 패배한 충격적인 사건이었다.
1946년 3월 5일, 미국 남부 미주리주의 작은 도시 풀턴에 있는 웨스트민스터 대학교에서 명예 법학박사 학위를 수여받고 행한 연설에서 처칠은 유럽에 '철의 장막'이 드리워졌다고 주장했다. 처칠은 소련의 팽창주의에 대항하기 위한 '영어 사용 국민들 간의 형제애적 단결'을 호소하였다. 1951년 보수당이 다시 정권을 잡자 총리에 재임명되었다.
1953년 여러권의 책을 저술한 공로를 인정받아 노벨 문학상을 받았으며, 1955년에 앤서니 이든에게 물려주고, 하원 평의원으로 머무르다가 1964년에 의원직에서 물러나 정식으로 정계에서 은퇴했다. 1964년 미국 의회는 처칠에게 미국 명예시민권을 수여하였다.
1965년 1월 24일, 향년 91세로 고인이 되었으며, 영국의 모든 관공서 뿐만 아니라 학교, 해외주재 대사관, 영사관들도 모두 조기를 게양하였다. 영국 국민 뿐만 아니라 세계 각국나라 사람들이 그에 대한 애도를 표했으며, 장례는 국장으로 치러졌다.

### 내용주
1. ↑  처칠의 성은 양성 쓰기에 따라 붙임표 없이 "스펜서 처칠"이지만, 그는 "처칠"이라는 성으로 알려졌다. 이는 처칠의 아버지가 "스펜서"를 제거했기 때문이었다.[1]

### 참조주
1. ↑  Price 2009, 12쪽.
2. ↑  Jenkins 2001, 5쪽.
3. ↑  Gilbert 1991, 1쪽; Jenkins 2001, 3, 5쪽.
4. ↑  Gilbert 1991, 1쪽; Best 2001, 3쪽; Jenkins 2001, 7쪽; Robbins 2014, 2쪽.
5. ↑  Best 2001, 4쪽; Jenkins 2001, 5–6쪽; Addison 2005, 7쪽.
6. ↑  Gilbert 1991, 1쪽; Addison 2005, 9쪽.
7. ↑  Gilbert 1991, 2쪽; Jenkins 2001, 7쪽; Addison 2005, 10쪽.
8. ↑  Jenkins 2001, 8쪽.
9. ↑  Gilbert 1991, 2–3쪽; Jenkins 2001, 10쪽; Reagles & Larsen 2013, 8쪽.
10. ↑  Best 2001, 6쪽.
11. ↑  Gilbert 1991, 3–5쪽; Haffner 2003, 12쪽; Addison 2005, 10쪽.
12. ↑  Gilbert 1991, 6–8쪽; Haffner 2003, 12–13쪽.
13. ↑  Gilbert 1991, 17–19쪽.
14. ↑  Gilbert 1991, 22쪽; Jenkins 2001, 19쪽.
15. ↑  Gilbert 1991, 32–33, 37쪽; Jenkins 2001, 20쪽; Haffner 2003, 15쪽.
16. ↑  Gilbert 1991, 37쪽; Jenkins 2001, 20–21쪽.
17. ↑  Gilbert 1991, 48–49쪽; Jenkins 2001, 21쪽; Haffner 2003, 32쪽.
18. ↑  Haffner 2003, 18쪽.
19. ↑  Gilbert 1991, 51쪽; Jenkins 2001, 21쪽.
20. ↑  Gilbert 1991, 62쪽; Jenkins 2001, 28쪽.
21. ↑  Gilbert 1991, 56, 58–60쪽; Jenkins 2001, 28–29쪽; Robbins 2014, 14–15쪽.
22. 1 2 3 4 5 6 7 8 9 10  윈스턴 처칠 - 브리태니커 백과사전 (다음백과 미러)
23. ↑  Gilbert 1991, 57쪽.
24. ↑  Gilbert 1991, 63쪽; Jenkins 2001, 22쪽.
25. ↑  Gilbert 1991, 63쪽; Jenkins 2001, 23–24쪽.
26. ↑  Jenkins 2001, 23–24쪽; Haffner 2003, 19쪽.
27. ↑  Gilbert 1991, 67–68쪽; Jenkins 2001, 24–25쪽; Haffner 2003, 19쪽.
28. ↑  Roberts 2018, 52쪽.
29. ↑  Gilbert 1991, 92쪽.
30. ↑  Reagles & Larsen 2013, 8쪽.
31. ↑  Addison 1980, 29쪽; Reagles & Larsen 2013, 9쪽.
32. ↑  Haffner 2003, 32쪽; Reagles & Larsen 2013, 8쪽.
33. ↑  Gilbert 1991, 102쪽.
34. ↑  Jenkins 2001, 26쪽.
35. ↑  Gilbert 1991, 69쪽; Jenkins 2001, 27쪽.
36. ↑  Gilbert 1991, 69, 71쪽; Jenkins 2001, 27쪽.
37. ↑  Gilbert 1991, 70쪽.
38. ↑  Gilbert 1991, 72, 75쪽; Jenkins 2001, 29–31쪽.
39. ↑  Gilbert 1991, 79, 81–82쪽; Jenkins 2001, 31–32쪽; Haffner 2003, 21–22쪽.
40. ↑  Addison 1980, 31쪽; Gilbert 1991, 81쪽; Jenkins 2001, 32–34쪽.
41. ↑  Jenkins 2001, 819쪽.
42. ↑  Gilbert 1991, 89–90쪽; Jenkins 2001, 35, 38–39쪽; Haffner 2003, 21쪽.
43. ↑  Gilbert 1991, 91–98쪽; Jenkins 2001, 39–41쪽.
44. ↑  Addison 1980, 32쪽; Gilbert 1991, 98–99쪽; Jenkins 2001, 41쪽.
45. ↑  Jenkins 2001, 34, 41, 50쪽; Haffner 2003, 22쪽.
46. ↑  Jenkins 2001, 41–44쪽.
47. ↑  Haffner 2003, x쪽.
48. ↑  Jenkins 2001, 42쪽.
49. ↑  Gilbert 1991, 103–104쪽; Jenkins 2001, 45–46쪽; Haffner 2003, 23쪽.
50. ↑  Gilbert 1991, 104쪽.
51. ↑  Gilbert 1991, 105쪽; Jenkins 2001, 47쪽.
52. ↑  Ridgway, Athelstan, 편집. (1950). 《Everyman's Encyclopaedia Volume Nine: Maps to Nyasa》 Thi판. London: J.M. Dent & Sons Ltd. 390쪽. 2020년 11월 11일에 확인함.
53. ↑  Gilbert 1991, 105–106쪽; Jenkins 2001, 50쪽.
54. ↑  Gilbert 1991, 107–110쪽.
55. ↑  Gilbert 1991, 111–113쪽; Jenkins 2001, 52–53쪽; Haffner 2003, 25쪽.
56. ↑  Gilbert 1991, 115–120쪽; Jenkins 2001, 55–62쪽.
57. ↑  Gilbert 1991, 121쪽; Jenkins 2001, 61쪽.
58. ↑  Gilbert 1991, 121–122쪽; Jenkins 2001, 61–62쪽.
59. ↑  Gilbert 1991, 123–124, 126–129쪽; Jenkins 2001, 62쪽.
60. ↑  Gilbert 1991, 125쪽.
61. ↑  Jenkins 2001, 63쪽.
62. ↑  Gilbert 1991, 128–131쪽.
63. ↑  Gilbert 1991, 135–136쪽.
64. ↑  Gilbert 1991, 136쪽.
65. ↑  Jenkins 2001, 65쪽.
66. ↑  Gilbert 1991, 136–138쪽; Jenkins 2001, 68–70쪽.
67. ↑  Gilbert 1991, 141쪽.
68. ↑  Gilbert 1991, 139쪽; Jenkins 2001, 71–73쪽.
69. ↑  Rhodes James 1970, 16쪽; Jenkins 2001, 76–77쪽.
70. ↑  Gilbert 1991, 141–144쪽; Jenkins 2001, 74–75쪽.
71. ↑  Gilbert 1991, 144쪽.
72. ↑  Gilbert 1991, 145쪽.
73. ↑  Gilbert 1991, 150쪽.
74. ↑  Gilbert 1991, 151–152쪽.
75. ↑  Rhodes James 1970, 22쪽.
76. 1 2  Gilbert 1991, 162쪽.
77. ↑  Gilbert 1991, 153쪽.
78. ↑  Gilbert 1991, 152, 154쪽.
79. ↑  Gilbert 1991, 157쪽.
80. ↑  Gilbert 1991, 160쪽; Jenkins 2001, 84쪽.
81. 1 2  Gilbert 1991, 165쪽.
82. ↑  Gilbert 1991, 165쪽; Jenkins 2001, 88쪽.
83. ↑  Gilbert 1991, 173–174쪽; Jenkins 2001, 103쪽.
84. ↑  Gilbert 1991, 174, 176쪽.
85. ↑  Gilbert 1991, 175쪽; Jenkins 2001, 109쪽.
86. ↑  Rhodes James 1970, 16쪽; Gilbert 1991, 175쪽.
87. ↑  Gilbert 1991, 171쪽; Jenkins 2001, 100쪽.
88. ↑  Jenkins 2001, 102–103쪽.
89. ↑  Gilbert 1991, 172쪽.
90. ↑  Rhodes James 1970, 23쪽; Gilbert 1991, 174쪽; Jenkins 2001, 104쪽.
91. ↑  Jenkins 2001, 104–105쪽.
92. ↑  Gilbert 1991, 174쪽; Jenkins 2001, 105쪽.
93. ↑  Gilbert 1991, 176쪽; Jenkins 2001, 113–115, 120쪽.
94. ↑  Gilbert 1991, 182쪽.
95. ↑  Gilbert 1991, 177쪽.
96. ↑  Gilbert 1991, 177쪽; Jenkins 2001, 111–113쪽.
97. ↑  Gilbert 1991, 183쪽.
98. ↑  Rhodes James 1970, 33쪽; Gilbert 1991, 194쪽; Jenkins 2001, 129쪽.
99. ↑  Jenkins 2001, 129쪽.
100. ↑  Gilbert 1991, 194–195쪽; Jenkins 2001, 130쪽.
101. ↑  Gilbert 1991, 195쪽; Jenkins 2001, 130–131쪽.
102. ↑  Gilbert 1991, 198–200쪽.
103. ↑  Jenkins 2001, 139–142쪽.
104. ↑  “처칠 경의 결혼식 [Mr. Churchill's Wedding]”. 《The Guardian》. 1908년 9월 12일. 10면. 2025년 6월 15일에 확인함 – Newspapers.com 경유.
105. ↑  Gilbert 1991, 204–205쪽.
106. ↑  Jenkins 2001, 203쪽.
107. ↑  Gilbert 1991, 195쪽.
108. ↑  Gilbert 1991, 199쪽.
109. ↑  Gilbert 1991, 200쪽.
110. ↑  Jenkins 2001, 143쪽.
111. ↑  Gilbert 1991, 193–194쪽.
112. ↑  Gilbert 1991, 196쪽.
113. ↑  Gilbert 1991, 203–204쪽; Jenkins 2001, 150쪽.
114. ↑  Gilbert 1991, 204쪽; Jenkins 2001, 150–151쪽.
115. ↑  Gilbert 1991, 201쪽; Jenkins 2001, 151쪽.
116. ↑  Jenkins 2001, 154–157쪽; Toye 2007, 54–55쪽.
117. ↑  Gilbert 1991, 198–199쪽; Jenkins 2001, 154–155쪽.
118. ↑  Jenkins 2001, 157–159쪽.
119. ↑  Gilbert 1991, 205, 210쪽; Jenkins 2001, 164쪽.
120. ↑  Gilbert 1991, 206쪽.
121. ↑  Gilbert 1991, 211쪽; Jenkins 2001, 167쪽.
122. ↑  Jenkins 2001, 167–168쪽.
123. ↑  Gilbert 1991, 216–217쪽.
124. ↑  Moritz 1958, 429쪽; Gilbert 1991, 211쪽; Jenkins 2001, 169쪽.
125. ↑  Moritz 1958, 428–429쪽; Gilbert 1991, 212쪽; Jenkins 2001, 179쪽.
126. ↑  Moritz 1958, 434쪽; Gilbert 1991, 212쪽.
127. ↑  Gilbert 1991, 212쪽; Jenkins 2001, 181쪽.
128. ↑  Moritz 1958, 434쪽; Gilbert 1991, 215쪽.
129. ↑  Moritz 1958, 434쪽; Gilbert 1991, 212쪽; Jenkins 2001, 181쪽.
130. ↑  Gilbert 1991, 213쪽.
131. ↑  Moritz 1958, 433쪽; Gilbert 1991, 213–214쪽.
132. ↑  Jenkins 2001, 183쪽.
133. ↑  Gilbert 1991, 221–222쪽.
134. 1 2  Jenkins 2001, 186쪽.
135. 1 2 3  Gilbert 1991, 221쪽.
136. 1 2  Gilbert 1991, 219쪽; Jenkins 2001, 198쪽.
137. ↑  Gilbert 1991, 220쪽.
138. ↑  Jenkins 2001, 199쪽.
139. ↑  Rhodes James 1970, 38쪽.
140. ↑  Gilbert 1991, 222쪽; Jenkins 2001, 190–191, 193쪽.
141. ↑  Gilbert 1991, 222쪽; Jenkins 2001, 194쪽.
142. 1 2  Gilbert 1991, 224쪽; Jenkins 2001, 195쪽.
143. ↑  Gilbert 1991, 224쪽.
144. ↑  Gilbert 1991, 226쪽; Jenkins 2001, 177–178쪽.
145. 1 2  Gilbert 1991, 226쪽; Jenkins 2001, 178쪽.
146. ↑  Gilbert 1991, 227쪽; Jenkins 2001, 203쪽.
147. ↑  Gilbert 1991, 230–233쪽; Jenkins 2001, 200–201쪽.
148. ↑  Gilbert 1991, 235쪽.
149. ↑  Jenkins 2001, 202쪽.
150. ↑  Gilbert 1991, 239쪽; Jenkins 2001, 205쪽; Bell 2011, 335쪽.
151. ↑  Gilbert 1991, 249쪽; Jenkins 2001, 207쪽.
152. ↑  Gilbert 1991, 23쪽.
153. ↑  Gilbert 1991, 243쪽; Bell 2011, 336쪽.
154. ↑  Gilbert 1991, 243–245쪽.
155. ↑  Gilbert 1991, 247쪽.
156. ↑  Gilbert 1991, 242쪽; Bell 2011, 249–251쪽.
157. ↑  Gilbert 1991, 240쪽.
158. ↑  Gilbert 1991, 251쪽.
159. ↑  Gilbert 1991, 253–254쪽; Bell 2011, 342–343쪽.
160. ↑  Gilbert 1991, 260–261쪽.
161. ↑  Gilbert 1991, 256쪽; Jenkins 2001, 233쪽.
162. ↑  Rhodes James 1970, 44–45쪽; Gilbert 1991, 249–250쪽; Jenkins 2001, 233–234쪽.
163. 1 2  O'Brien 1989, 68쪽.
164. ↑  Rhodes James 1970, 47–49쪽; Gilbert 1991, 256–257쪽.
165. ↑  Gilbert 1991, 257–258쪽.
166. ↑  Gilbert 1991, 277쪽.
167. ↑  Gilbert 1991, 277–279쪽.
168. ↑  Gilbert 1991, 279쪽.
169. ↑  Gilbert 1991, 285쪽.
170. ↑  Rhodes James 1970, 62쪽; Gilbert 1991, 282–285쪽; Jenkins 2001, 249쪽.
171. ↑  Rhodes James 1970, 62쪽; Gilbert 1991, 286쪽; Jenkins 2001, 250–251쪽.
172. ↑  Rhodes James 1970, 62쪽.
173. ↑  Gilbert 1991, 289쪽.
174. ↑  Gilbert 1991, 293, 298–99쪽.
175. ↑  Rhodes James 1970, 64–67쪽; Gilbert 1991, 291–292쪽; Jenkins 2001, 255, 261쪽.
176. ↑  Rhodes James 1970, 72–74쪽; Gilbert 1991, 304, 310쪽.
177. ↑  Rhodes James 1970, 78쪽; Gilbert 1991, 309쪽.
178. ↑  Rhodes James 1970, 79쪽; Gilbert 1991, 316–316쪽; Jenkins 2001, 273–274쪽.
179. ↑  Gilbert 1991, 319–320쪽; Jenkins 2001, 276쪽.
180. ↑  박지향 <영국사, 보수와 개혁의 드라마> 까치글방 2000.7.5, p470
181. 1 2
182. ↑  기무라 <전후세계사> 역사교양사 1999년 p74
183. ↑  이주영 外 3명 <서양현대사> 삼지원 1995년 p74
184. ↑  [네이버 지식백과] 윈스턴 처칠 [Winston Leonard Spencer Churchill] - 제 2차 세계대전을 승리로 이끈 지도자 (인물세계사, 표정훈)......처칠은 신문에 기고한 많은 에세이와 시사평론은 물론 소설, 전기, 회고록, 역사서 등을 집필한 정력적인 작가, 저술가였다. 대표작은 6권 분량의 회고록 <제2차 세계대전>과 카이사르의 영국 침공 시기부터 제1차 세계대전까지를 아우르는 <영어 사용민의 역사>다. 그는 ‘전기와 역사서에서 보여 준 탁월함과, 고양된 인간적 가치를 수호하기 위해 행한 훌륭한 연설’을 이유로 1953년 노벨문학상을 수상했다.
185. ↑  [네이버 지식백과] 윈스턴 처칠 [Winston Leonard Spencer Churchill] - 제 2차 세계대전을 승리로 이끈 지도자 (인물세계사, 표정훈)

### 참고 문헌
- Adams, Edward (2011). 《Liberal Epic: The Victorian Practice of History from Gibbon to Churchill》. Charlottesville, VA: University of Virginia Press. ISBN 978-08-13931-45-6.
- Addison, Paul (1980). “The Political Beliefs of Winston Churchill”. 《Transactions of the Royal Historical Society》 (Cambridge: Cambridge University Press) 30: 23–47. doi:10.2307/3679001. JSTOR 3679001. S2CID 154309600.
- Addison, Paul (2005). 《Churchill: The Unexpected Hero》. Oxford: Oxford University Press. ISBN 978-01-99297-43-6.
- Arthur, Max (2015). 《Churchill – The Life: An authorised pictorial biography》. London: Cassell. ISBN 978-1-84403-859-6.
- Ball, Stuart (2001). “Churchill and the Conservative Party”. 《Transactions of the Royal Historical Society》 (Cambridge: Cambridge University Press) 11: 307–330. doi:10.1017/S0080440101000160. JSTOR 3679426. S2CID 153860359.
- Bayly, Christopher; Harper, Tim (2005). 《Forgotten Armies: Britain's Asian Empire & the War with Japan》. Cambridge, MA: The Belknap Press. ISBN 0-674-01748-X.
- Bell, Christopher M. (2011). “Sir John Fisher's Naval Revolution Reconsidered: Winston Churchill at the Admiralty, 1911–1914”. 《War in History》 18 (3): 333–356. doi:10.1177/0968344511401489. S2CID 159573922.
- Best, Geoffrey (2001). 《Churchill: A Study in Greatness》. London and New York: Hambledon and Continuum. ISBN 978-18-52852-53-5.
- Blake, Robert; Louis, Wm. Roger, 편집. (1993). 《Churchill: A Major New Reassessment of His Life in Peace and War》. Oxford: Oxford University Press. ISBN 978-01-98203-17-9. OCLC 30029512.
- Brown, Judith (1998). 《The Twentieth Century. The Oxford History of the British Empire, Volume IV》. Oxford University Press. ISBN 978-01-99246-79-3.
- Brustein, William I. (2003). 《Roots of Hate: Anti-Semitism in Europe Before the Holocaust》. Cambridge University Press. ISBN 978-0-521-77478-9. 2023년 10월 5일에 원본 문서에서 보존된 문서. 2023년 6월 8일에 확인함.
- Charmley, John (1995). 《Churchill's Grand Alliance, 1940–1957》. London: Hodder & Stoughton Ltd. ISBN 978-01-51275-81-6. OCLC 247165348.
- Cohen, Michael J. (2013). 《Churchill and the Jews, 1900–1948》. Routledge. ISBN 978-1-135-31906-9. 2023년 10월 5일에 원본 문서에서 보존된 문서. 2023년 6월 8일에 확인함.
- Colombo, John Robert (1984). 《Canadian Literary Landmarks》. Toronto: Dundurn. ISBN 978-08-88820-73-0.
- Cooper, Matthew (1978). 《The German Army 1933–1945: Its Political and Military Failure》. Briarcliff Manor, New York: Stein and Day. 376–377쪽. ISBN 978-08-12824-68-1.
- Douglas, R.M. (2009). “Did Britain Use Chemical Weapons in Mandatory Iraq?”. 《The Journal of Modern History》 81 (4): 859–887. doi:10.1086/605488. S2CID 154708409.
- Fenby, Jonathan (2011). 《The General: Charles de Gaulle and the France he saved》. London: Simon & Schuster. 42–47쪽. ISBN 978-18-47394-10-1.
- Gilbert, Martin (1991). 《Churchill: A Life》. London: Heinemann. ISBN 978-04-34291-83-0.
- Gilbert, Martin (1988). 《Never Despair: Winston S. Churchill, 1945–1965》. Trowbridge, UK: Minerva. ISBN 978-07-49391-04-1.
- Haffner, Sebastian (2003). 《Churchill》. John Brownjohn (translator). London: Haus. ISBN 978-19-04341-07-9. OCLC 852530003.
- Hastings, Max (2009). 《Finest Years. Churchill as Warlord, 1940–45》. London: HarperCollins. ISBN 978-00-07263-67-7.
- Hermiston, Roger (2016). 《All Behind You, Winston – Churchill's Great Coalition, 1940–45》. London: Aurum Press. ISBN 978-17-81316-64-1.
- Jenkins, Roy (2001). 《Churchill》. London: Macmillan Press. ISBN 978-03-30488-05-1., a major biography.
- Jordan, Anthony J. (1995). 《Churchill, A Founder of Modern Ireland》. Westport, Ireland: Westport Books. ISBN 978-09-52444-70-1.
- Judd, Dennis (2012). 《George VI》. London: I. B. Tauris. ISBN 978-17-80760-71-1.
- Khan, Yasmin (2015). 《India at War: The Subcontinent and the Second World War》. Oxford: Oxford University Press. ISBN 978-0-19-975349-9. 2024년 5월 23일에 원본 문서에서 보존된 문서. 2021년 7월 15일에 확인함.
- Knickerbocker, H.R. (1941). 《Is Tomorrow Hitler's? 200 Questions on the Battle of Mankind》. New York: Reynal & Hitchcock. OCLC 1246282.
- Lovell, Mary S. (2011). 《The Churchills》. London: Little Brown Book Group. ISBN 978-07-48117-11-6. 2024년 5월 23일에 원본 문서에서 보존된 문서. 2015년 10월 25일에 확인함.
- Lynch, Michael (2008). 〈1. The Labour Party in Power, 1945–1951〉. 《Britain 1945–2007》. Access to History. London: Hodder Headline. 1–4쪽. ISBN 978-03-40965-95-5.
- Marr, Andrew (2009). 《The Making of Modern Britain》. London: Macmillan. 423–424쪽. ISBN 978-03-30510-99-8.
- Moritz, Edward Jr. (1958). “Winston Churchill – Prison Reformer”. 《The Historian》 (Hoboken, NJ: Wiley) 20 (4): 428–440. doi:10.1111/j.1540-6563.1958.tb01990.x. JSTOR 24437567.
- Mumford, Andrew (2012). 《The Counter-Insurgency Myth: The British Experience of Irregular Warfare》. Abingdon: Routledge. ISBN 978-04-15667-45-6.
- Neiberg, Michael S. (2004). 《Warfare and Society in Europe: 1898 to the Present》. London: Psychology Press. ISBN 978-04-15327-19-0.
- O'Brien, Jack (1989). 《British Brutality in Ireland》. Dublin: The Mercier Press. ISBN 978-0-85342-879-4.
- Pelling, Henry (June 1980). “The 1945 General Election Reconsidered”. 《The Historical Journal》 (Cambridge University Press) 23 (2): 399–414. doi:10.1017/S0018246X0002433X. JSTOR 2638675. S2CID 154658298.
- Price, Bill (2009). 《Winston Churchill : war leader》 International판. Harpenden, UK: Pocket Essentials. ISBN 978-1-306-80155-3. OCLC 880409116.
- Rasor, Eugene L. (2000). 《Winston S. Churchill, 1874–1965: A Comprehensive Historiography and Annotated Bibliography》. Westport, CT: Greenwood Press. ISBN 978-03-13305-46-7.
- Reagles, David; Larsen, Timothy (2013). “Winston Churchill and Almighty God”. 《Historically Speaking》 (Boston, MA: Johns Hopkins University Press) 14 (5): 8–10. doi:10.1353/hsp.2013.0056. S2CID 161952924.
- Resis, Albert (April 1978). “The Churchill-Stalin Secret "Percentages" Agreement on the Balkans, Moscow, October 1944”. 《The American Historical Review》 83 (2): 368–387. doi:10.2307/1862322. JSTOR 1862322.
- Rhodes James, Robert (1970). 《Churchill: A Study in Failure 1900–1939》. London: Weidenfeld & Nicolson. ISBN 978-02-97820-15-4.
- Robbins, Keith (2014) [1992]. 《Churchill: Profiles in Power》. London / New York: Routledge. ISBN 978-13-17874-52-2.
- Roberts, Andrew (2018). 《Churchill: Walking with Destiny》. London: Allen Lane. ISBN 978-11-01980-99-6.
- Sen, Amartya (1977). “Starvation and exchange entitlements: a general approach and its application to the Great Bengal Famine”. 《Cambridge Journal of Economics》 1 (1): 33–59. doi:10.1093/oxfordjournals.cje.a035349.
- Shakespeare, Nicholas (2017). 《Six Minutes in May》. London: Vintage. ISBN 978-17-84701-00-0.
- Soames, Mary (1990). 《Winston Churchill: His Life as a Painter》. Boston, Massachusetts: Houghton Mifflin. ISBN 978-03-95563-19-9.
- Sorrels, Roy W. (1984). 〈10 People Who Hated Portraits of Themselves〉.   Wallechinsky, David; Wallace, Irving; Wallace, Amy. 《The People's Almanac Book of Lists》. New York City: William Morrow & Co. ISBN 978-05-52123-71-6.
- Taylor, Frederick (2005). 《Dresden: Tuesday, 13 February 1945》. London: Bloomsbury. ISBN 978-07-47570-84-4.
- Tolstoy, Nikolai (1978). 《The Secret Betrayal》. New York City: Scribner. 360쪽. ISBN 978-06-84156-35-4.
- Toye, Richard (2007). 《Lloyd George and Churchill: Rivals for Greatness》. London: Macmillan. ISBN 978-14-05048-96-5.

### 1차 자료
- Churchill, Winston (1927). 《1916–1918 (Parts I and II)》. The World Crisis III. London: Thornton Butterworth.
- Churchill, Winston (1967b) [first published 1948]. 《The Twilight War: 3 September 1939 – 10 May 1940》. The Second World War: The Gathering Storm II 9판. London: Cassell & Co. Ltd.
- Dalton, Hugh (1986). 《The Second World War Diary of Hugh Dalton 1940–45》. London: Jonathan Cape. 62쪽. ISBN 978-02-24020-65-7.
- Langworth, Richard (2008). 《Churchill by Himself》. London: Ebury Press.
- Montague Browne, Anthony (1995). 《Long Sunset: Memoirs of Winston Churchill's Last Private Secretary》. Ashford: Podkin Press. ISBN 978-09-55948-30-5.
- Soames, Mary (1998). 《Speaking for Themselves: The Personal Letters of Winston and Clementine Churchill》. London: Doubleday. ISBN 978-03-85406-91-8.
- Soames, Mary (2012). 《A Daughter's Tale: The Memoir of Winston and Clementine Churchill's Youngest Child》. London: Transworld Publishers Limited. ISBN 978-05-52770-92-7.